# Kaj-Erik Eriksen
Kaj-Erik Eriksen (Vancouver, 15 de febrero de 1979) es un actor canadiense, más conocido por haber interpretado a David Scali en la serie The Commish y a Danny Farrell en la serie The 4400. y Jeremy Peters en la serie de televisión Boston Public.

## Biografía
Es hijo de Svend-Erik Eriksen. En 2001 obtuvo la ciudadanía estadounidense.
Es buen amigo del actor Richard Kahan y del comediante Ed Ackerman.

## Carrera
Apareció en el video musical de Terrence Trent D'arby titulado "Wishing Well".
En 1989 interpretó a Jacob Miller en el episodio "The Outsiders" de la serie estadounidense MacGyver.
En 1991 se unió al elenco principal de la serie The Commish donde interpretó a David Scalil, el hijo de Tony Scali (Michael Chiklis) (un exdetective de policía de Nueva York que ahora es policía de un pequeño pueblo) hasta el final de la serie en 1996.
En 1992 apareció por última vez como invitado en un episodio de la serie Neon Rider donde interpretó a Harry: anteriormente había aparecido por primera vez en la serie en 1990 cuando interpretó a Boomer en el episodio "Playing with Fire".
En el 2001 se unió al elenco recurrente de la primera temporada de la serie Boston Public donde interpretó al estudiante Jeremy Peters, el hijo de Meredith Peters (Kathy Baker) hasta la segunda temporada en el 2002.
En el 2004 se unió al elenco recurrente de la serie The 4400 donde interpretó a Danny Farrell, el hermano de Shawn Farrell (Patrick Flueger) hasta el 2007. Ese mismo año apareció en la serie Star Trek: Enterprise donde interpretó a Udar más conocido como "Smike", uno de los 19 Augments Humanos (un grupo de seres humanos modificados genéticamente) plantados por Arik Soong en el siglo 22, sin embargo Udar nace sin ningún tipo de habilidades mejoradas pero con un elevado sentido de la audición.
También apareció en la serie The Dead Zone donde interpretó a J.J. Bannerman a los 20 años, en una de las visiones de Johnny Smith del futuro.
En el 2005 interpretó a Frank Smith, un estudiante universitario y miembro del grupo ilegal conocido como "Red Cell" en la popular serie NCIS.
En el 2007 apareció como invitado en la serie Criminal Minds donde dio vida a Henry Frost, un asesino que estaba imitando los crímenes del asesino serial Francis Goehring. Frost muere luego de recibir un disparo en la espalda por parte de la policía.
En el 2011 apareció en la película para la televisión Time after Time donde dio vida al reportero Richard Kerm.

## Filmografía

### Series de televisión
| Año         | Título                          | Personaje      | Notas                                       |
| ----------- | ------------------------------- | -------------- | ------------------------------------------- |
| 2016        | NCIS: Los Angeles               | Mark Powell    | episodio "Angels & Daemons"                 |
| 2015        | Ties That Bind                  | Ken Davont     | episodio "The Whole Picture"                |
| 2015        | Hell on Wheels                  | Cassius Young  | episodio "False Prophets"                   |
| 2011        | Perfect Couples                 | Guy            | episodio "Perfect Exes"                     |
| 2009        | The Closer                      | Adam Summers   | episodio "Blood Money"                      |
| 2008        | The Triple Eight                | Adolf Hitler   | episodio "Heil Filters ... Adolf Hitler"    |
| 2007        | Criminal Minds                  | Henry Frost    | episodio "Identity"                         |
| 2004 - 2007 | The 4400                        | Danny Farrell  | 16 episodios                                |
| 2006        | Saved                           | Elliott        | episodio "Family"                           |
| 2005        | NCIS                            | Frank Smith    | episodio "Red Cell"                         |
| 2004        | Star Trek: Enterprise           | Smike          | episodio "Cold Station 12"                  |
| 2004        | The Dead Zone                   | J.J. Bannerman | episodio "Tipping Point"                    |
| 2003        | Tru Calling                     | Cole           | episodio "Star Crossed"                     |
| 2003        | Peacemakers                     | Jack Morgan    | episodio "The Perfect Crime"                |
| 2001 - 2002 | Mary-Kate and Ashley in Action! | -              | 3 episodios                                 |
| 2001 - 2002 | Boston Public                   | Jeremy Peters  | 12 episodios                                |
| 2001        | So Weird                        | Inky           | episodio "The Great Incanto"                |
| 1999 - 2001 | Beggars and Choosers            | Carey Malone   | 22 episodios                                |
| 2000        | The Outer Limits                | Josh Dayton    | episodio "Something About Harry"            |
| 1998        | Prey                            | Shane          | 2 episodios                                 |
| 1998        | Promised Land                   | Kevin Neary    | episodio "When Darkness Falls"              |
| 1998        | Home Improvement                | Brian          | episodio "The Write Stuff"                  |
| 1998        | Walker, Texas Ranger            | Ted McGee      | episodio "In God's Hands"                   |
| 1996        | Poltergeist: The Legacy         | Joseph Dawkins | episodio "The Substitute"                   |
| 1991 - 1996 | The Commish                     | David Scali    | 92 episodios                                |
| 1995        | Goosebumps                      | Billy Harlan   | 2 episodios                                 |
| 1995        | Are You Afraid of the Dark?     | Zeke Matthews  | episodio "The Tale of the Dead Man's Float" |
| 1993        | Mega Man: Upon a Star           | -              | miniserie                                   |
| 1992        | The Odyssey                     | Galileo        | episodio "Galileo & the Gypsies"            |
| 1992        | Neon Rider                      | Harry          | episodio "Point Blank"                      |
| 1991        | Monkey House                    | El Niño        | -                                           |
| 1990        | MacGyver                        | Tommy Wiley    | episodio "The Visitor"                      |
| 1990        | Danger Bay                      | Stephen Walker | episodio "Live Wires"                       |
| 1987        | J.J. Starbuck                   | -              | episodio "The Blimpy Who Yelled Blue"       |

### Películas
| Año  | Título              | Personaje           | Notas |
| ---- | ------------------- | ------------------- | --- |
| 2017 | To Lloyd with Love  | Hombre en la Fiesta | corto - junto a Scott Belyea, Carmen Mikkelsen y Dave Rice                                                             |
| 2016 | Blood and Dinosaurs | Lee                 | corto - junto a Connor Fielding, Owen Fielding, Geoff Gustafson y Johannah Newmarch                                    |
| 2015 | A Christmas Detour  | Bryce               | junto a Candace Cameron Bure, Paul Greene, Sarah Strange, David Lewis y Mackenzie Mowat                                |
| 2014 | See No Evil 2       | Seth                | junto a Glenn Jacobs, Danielle Harris, Greyston Holt, Katharine Isabelle, Michael Eklund, Chelan Simmons & Lee Majdoub |
| 2011 | Time after Time     | Richard             | junto a Richard Thomas, Christine Chatelain, Chris Cochrane, Richard Harmon, Stephen Huszar & Adrian Hough             |

## Premios y nominaciones
| Año  | Categoría                                           | Premio                    | Película / Serie | Resultado |
| ---- | --------------------------------------------------- | ------------------------- | ---------------- | --------- |
| 2015 | Best Actor                                          | BloodGuts UK Horror Award | See No Evil 2    | Nominado  |
| 1993 | Best Young Actor Co-Starring in a Television Series | Young Artist Award        | The Commish      | Nominado  |